# Зека (фудбалер)
Хозе Карлос Гонкалвеш Родригес, познатији као Зека (порт. José Carlos Gonçalves Rodrigues; Лисабон, 31. август 1988) грчки је фудбалер, португалског порекла. Игра на позицији везног играча. У каријери је играо за Каса Пиу, Виторију Сетубал и Панатинаикос. Од 2017. наступа за дански Копенхаген.
За сениорску репрезентацију Грчке је дебитовао 2017. године. Постигао је два поготка до сада за национални тим.

### Репрезентација
Ажурирано 11. јун 2019
| Тим    | Год.   | Наступи | Голови |
| ------ | ------ | ------- | ------ |
| Грчка  | 2017   | 8       | 1      |
| Грчка  | 2018   | 5       | 0      |
| Грчка  | 2019   | 4       | 1      |
| Укупно | Укупно | 17      | 2      |